# Geckomima
Geckomima is een geslacht van rechtvleugeligen uit de familie Morabidae. De wetenschappelijke naam van dit geslacht werd voor het eerst geldig gepubliceerd in 1976 door Kenneth Hedley Lewis Key.

## Soorten
Het geslacht Geckomima omvat de volgende soorten:
- Geckomima arnhemana Key & Colless, 1982
- Geckomima brevicornis Walker, 1870
- Geckomima brevirostris Sjöstedt, 1921
- Geckomima drysdaleana Key & Colless, 1982
- Geckomima gecko Sjöstedt, 1920
- Geckomima handschini Key, 1976
- Geckomima leopoldana Key & Colless, 1982
- Geckomima lesueuri Rehn, 1952
- Geckomima nepos Key & Colless, 1982
- Geckomima pilbara Key & Colless, 1982
- Geckomima tindalei Key & Colless, 1982
- Geckomima yampi Key & Colless, 1982